# Coppa di Turchia 2017-2018 (pallavolo femminile)
La Coppa di Turchia 2017-2018 si è svolta dal 16 al 24 dicembre 2017: al torneo hanno partecipato 12 squadre di club turche e la vittoria finale è andata per la sesta volta al VakıfBank.

## Regolamento
Alla competizione prendono parte tutte e 12 le squadre partecipanti alla Sultanlar Ligi. Al termine del girone di andata di regular season, le prime 4 classificate accedono direttamente alla Final Eight, mentre le altre 8 squadre, sorteggiati gli abbinamenti, affrontano le qualificazioni alla fase finale sfidandosi in gare di andata e ritorno: in caso di una vittoria a testa, si qualifica la squadra con miglior quoziente set e, in subordine, di miglior quoziente punti; in caso di ulteriore pareggio, viene disputato un golden set.

## Squadre partecipanti
| - Beşiktaş - Beylikdüzü Vİ - Bursa BB - Çanakkale - Eczacıbaşı - Fenerbahçe | - Galatasaray - Halkbank - İlbank - Nilüfer - Seramiksan - VakıfBank |

## Torneo

### Ottavi di finale

#### Andata
| 16 dicembre 2017 Başkent Voleybol Salonu, Ankara Durata: 1h:51 - Spettatori: 150        | İlbank        | 1 - 3 | Seramiksan | 20-25, 19-25, 25-20, 21-25 |
| 16 dicembre 2017 Cengiz Göllü Kapalı Spor Salonu, Bursa Durata: 1h:23 - Spettatori: 200 | Nilüfer       | 3 - 0 | Halkbank   | 25-20, 25-12, 25-23        |
| 16 dicembre 2017 Anafartalar Spor Salonu, Çanakkale Durata: 2h:00 - Spettatori: 1 000   | Çanakkale     | 3 - 1 | Beşiktaş   | 25-21, 25-20, 23-25, 25-20 |
| 16 dicembre 2017 Beylikdüzü Spor Salonu, Istanbul Durata: 1h:57 - Spettatori: 370       | Beylikdüzü Vİ | 3 - 1 | Bursa BB   | 25-21, 25-22, 22-25, 25-13 |

#### Ritorno
| 19 dicembre 2017 Yıldırım Beyazıt Spor Salonu, Turgutlu Durata: 1h:23 - Spettatori: 500 | Seramiksan | 3 - 0 | İlbank        | 25-23, 25-14, 25-21                   |
| 19 dicembre 2017 Başkent Voleybol Salonu, Ankara Durata: 1h:27 - Spettatori: 100        | Halkbank   | 0 - 3 | Nilüfer       | 23-25, 20-25, 13-25                   |
| 19 dicembre 2017 BJK Akatlar Arena, Istanbul Durata: 1h:57 - Spettatori: ?              | Beşiktaş   | 3 - 0 | Çanakkale     | 25-21, 23-25, 25-21 Golden set: 15-12 |
| 19 dicembre 2017 Cengiz Göllü Kapalı Spor Salonu, Bursa Durata: 1h:42 - Spettatori: ?   | Bursa BB   | 3 - 0 | Beylikdüzü Vİ | 25-19, 29-27, 25-20 Golden set: 14-16 |

### Final-Eight
|  | Quarti di finale | Quarti di finale | Quarti di finale |             |            | Semifinali | Semifinali | Semifinali |  |  | Finale | Finale | Finale |  |
|  |                  |                  |                  |             |            |            |            |            |  |  |        |        |        |  |
|  | Eczacıbaşı       | Eczacıbaşı       | 3                |             |            |            |            |            |  |  |        |        |        |  |
|  | Eczacıbaşı       | Eczacıbaşı       | 3                |             |            |            |            |            |  |  |        |        |        |  |
|  | Nilüfer          | Nilüfer          | 0                |             |            |            |            |            |  |  |        |        |        |  |
|  | Nilüfer          | Nilüfer          | 0                |             | Eczacıbaşı | Eczacıbaşı | 3          |            |  |  |        |        |        |  |
|  |                  |                  |                  |             | Eczacıbaşı | Eczacıbaşı | 3          |            |  |  |        |        |        |  |
|  |                  |                  | Galatasaray      | Galatasaray | 1          |            |            |            |  |  |        |        |        |  |
|  | Galatasaray      | Galatasaray      | Galatasaray      | Galatasaray | 1          | 3          |            |            |  |  |        |        |        |  |
|  | Galatasaray      | Galatasaray      |                  |             |            |            |            |            |  |  |        |        |        |  |
|  | Beşiktaş         | Beşiktaş         | 0                |             |            |            |            |            |  |  |        |        |        |  |
|  | Beşiktaş         | Beşiktaş         | 0                |             | Eczacıbaşı | Eczacıbaşı | 0          |            |  |  |        |        |        |  |
|  |                  |                  |                  |             |            |            |            |            |  |  |        |        |        |  |
|  |                  |                  | VakıfBank        | VakıfBank   | 3          |            |            |            |  |  |        |        |        |  |
|  | Fenerbahçe       | Fenerbahçe       | VakıfBank        | VakıfBank   | 3          | 3          |            |            |  |  |        |        |        |  |
|  | Fenerbahçe       | Fenerbahçe       |                  |             |            |            |            |            |  |  |        |        |        |  |
|  | Seramiksan       | Seramiksan       | 0                |             |            |            |            |            |  |  |        |        |        |  |
|  | Seramiksan       | Seramiksan       | 0                |             | Fenerbahçe | Fenerbahçe | 1          |            |  |  |        |        |        |  |
|  |                  |                  |                  |             | Fenerbahçe | Fenerbahçe | 1          |            |  |  |        |        |        |  |
|  |                  |                  | VakıfBank        | VakıfBank   | 3          |            |            |            |  |  |        |        |        |  |
|  | VakıfBank        | VakıfBank        | VakıfBank        | VakıfBank   | 3          | 3          |            |            |  |  |        |        |        |  |
|  | VakıfBank        | VakıfBank        |                  |             |            |            |            |            |  |  |        |        |        |  |
|  | Beylikdüzü Vİ    | Beylikdüzü Vİ    | 0                |             |            |            |            |            |  |  |        |        |        |  |

#### Quarti di finale
| 22 dicembre 2017 Başkent Voleybol Salonu, Ankara Durata: 1h:16 - Spettatori: 200   | Eczacıbaşı  | 3 - 0 | Nilüfer       | 25-21, 25-22, 25-10 |
| 22 dicembre 2017 Başkent Voleybol Salonu, Ankara Durata: 1h:25 - Spettatori: 1 200 | Galatasaray | 3 - 0 | Beşiktaş      | 25-17, 25-17, 25-20 |
| 22 dicembre 2017 Başkent Voleybol Salonu, Ankara Durata: 1h:26 - Spettatori: 2 000 | Fenerbahçe  | 3 - 0 | Seramiksan    | 25-22, 25-21, 25-18 |
| 22 dicembre 2017 Başkent Voleybol Salonu, Ankara Durata: 1h:22 - Spettatori: 400   | VakıfBank   | 3 - 0 | Beylikdüzü Vİ | 25-21, 25-16, 25-23 |

#### Semifinali
| 23 dicembre 2017 Başkent Voleybol Salonu, Ankara Durata: 1h:51 - Spettatori: ?     | Eczacıbaşı | 3 - 1 | Galatasaray | 25-19, 25-17, 16-25, 26-24 |
| 23 dicembre 2017 Başkent Voleybol Salonu, Ankara Durata: 1h:46 - Spettatori: 2 050 | Fenerbahçe | 1 - 3 | VakıfBank   | 15-25, 25-23, 15-25, 19-25 |

#### Finale
| 24 dicembre 2017 Başkent Voleybol Salonu, Ankara Durata: 1h:36 - Spettatori: 4 500 | Eczacıbaşı | 0 - 3 | VakıfBank | 22-25, 18-25, 30-32 |